# 飯田龍一郎
飯田 龍一郎（いいだ りゅういちろう、1985年3月15日 - ）は、兵庫県神戸市出身の元プロ野球選手（投手）。

## 来歴・人物
小学3年の時に野球を始める。育英高校では3年夏の県大会初戦で延長11回に2ランホームランを打たれて敗退し、甲子園出場は無し。高校通算18試合、防御率1.75。
2002年のドラフトで左腕不足に悩む横浜から7巡目指名を受け入団。長身から投げ下ろす速球が魅力の左腕として紹介された。入団後は制球に苦しみ、カーブやフォークを武器とする技巧派として左打者に対するワンポイントリリーフ役で一軍昇格を目指した。
2005年8月21日の対中日ドラゴンズ戦で一軍初登板したが、これが最後の登板となった。2007年10月に球団から戦力外通告を受け、現役を引退。
引退後は、球団職員（横浜DeNAベイスターズ チームマネージャー）に転身。2011年には水谷新太郎元コーチの娘で東京ヤクルトスワローズでウグイス嬢を務める女性と結婚した。

## 詳細情報

### 年度別投手成績
| 年 度     | 球 団     | 登 板 | 先 発 | 完 投 | 完 封 | 無 四 球 | 勝 利 | 敗 戦 | セ 丨 ブ | ホ 丨 ル ド | 勝 率 | 打 者 | 投 球 回 | 被 安 打 | 被 本 塁 打 | 与 四 球 | 敬 遠 | 与 死 球 | 奪 三 振 | 暴 投 | ボ 丨 ク | 失 点 | 自 責 点 | 防 御 率 | W H I P |
| --------- | --------- | ----- | ----- | ----- | ----- | -------- | ----- | ----- | -------- | ----------- | ----- | ----- | -------- | -------- | ----------- | -------- | ----- | -------- | -------- | ----- | -------- | ----- | -------- | -------- | ------- |
| 2005      | 横浜      | 1     | 0     | 0     | 0     | 0        | 0     | 0     | 0        | 0           | ----  | 3     | 1.0      | 1        | 0           | 0        | 0     | 0        | 0        | 0     | 0        | 0     | 0        | 0.00     | 1.00    |
| 通算：1年 | 通算：1年 | 1     | 0     | 0     | 0     | 0        | 0     | 0     | 0        | 0           | ----  | 3     | 1.0      | 1        | 0           | 0        | 0     | 0        | 0        | 0     | 0        | 0     | 0        | 0.00     | 1.00    |

### 記録
- 初登板：2005年8月21日、対中日ドラゴンズ15回戦（ナゴヤドーム）、8回裏に4番手で救援登板・完了、1回無失点

### 背番号
- 60 （2003年 - 2007年）